# Eulepida lepidota
Eulepida lepidota är en skalbaggsart som beskrevs av Johann Christoph Friedrich Klug 1855. Eulepida lepidota ingår i släktet Eulepida och familjen Melolonthidae. Utöver nominatformen finns också underarten E. l. mayottensis.